# En moderne Sølvsmedie
En moderne Sølvsmedie er en dansk dokumentarfilm fra omkring 1938, der er instrueret af Dines Hansen. Filmen handler om fremstilling af sølvvarer designet af Georg Jensen. Nogle af filmens optagelser ses også i Filmen om Georg Jensen-Sølvet.

## Handling
Filmen følger sølvets vej fra minen til sølvsmedeværkstedet, hvor det gennemgår en række bearbejdningsprocesser, inden det bliver til spisebestik, skåle, vaser og kander. En del af bearbejdningen foregår ved specialmaskiner, men størstedelen udføres med håndkraft. Ciseleringen, der udføres med minutiøs omhu, er særlig tidskrævende. Til sidst vises de færdige sølvvarer.